# サクソン (フェロー諸島)

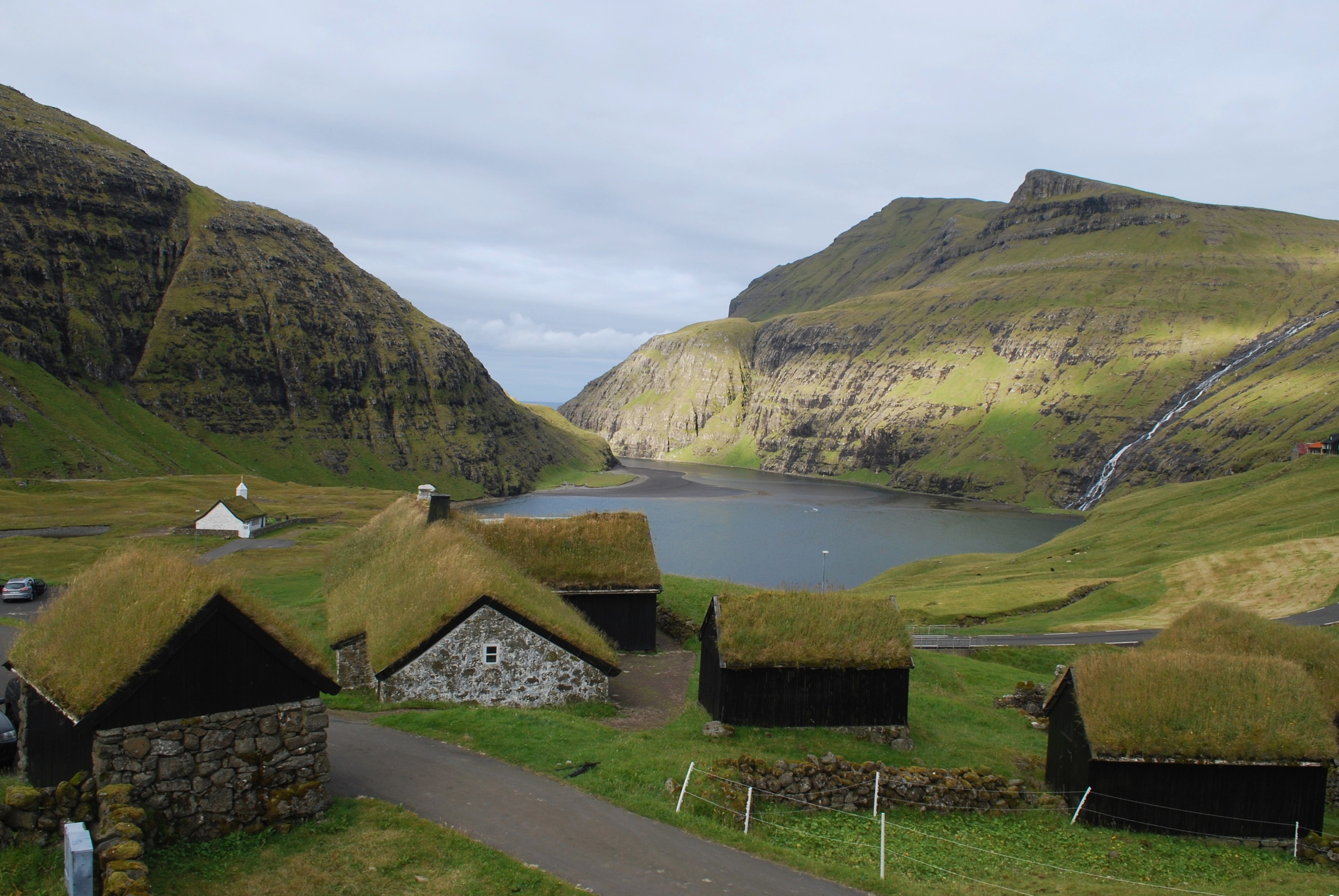
現在は博物館となっているドゥヴガルサル

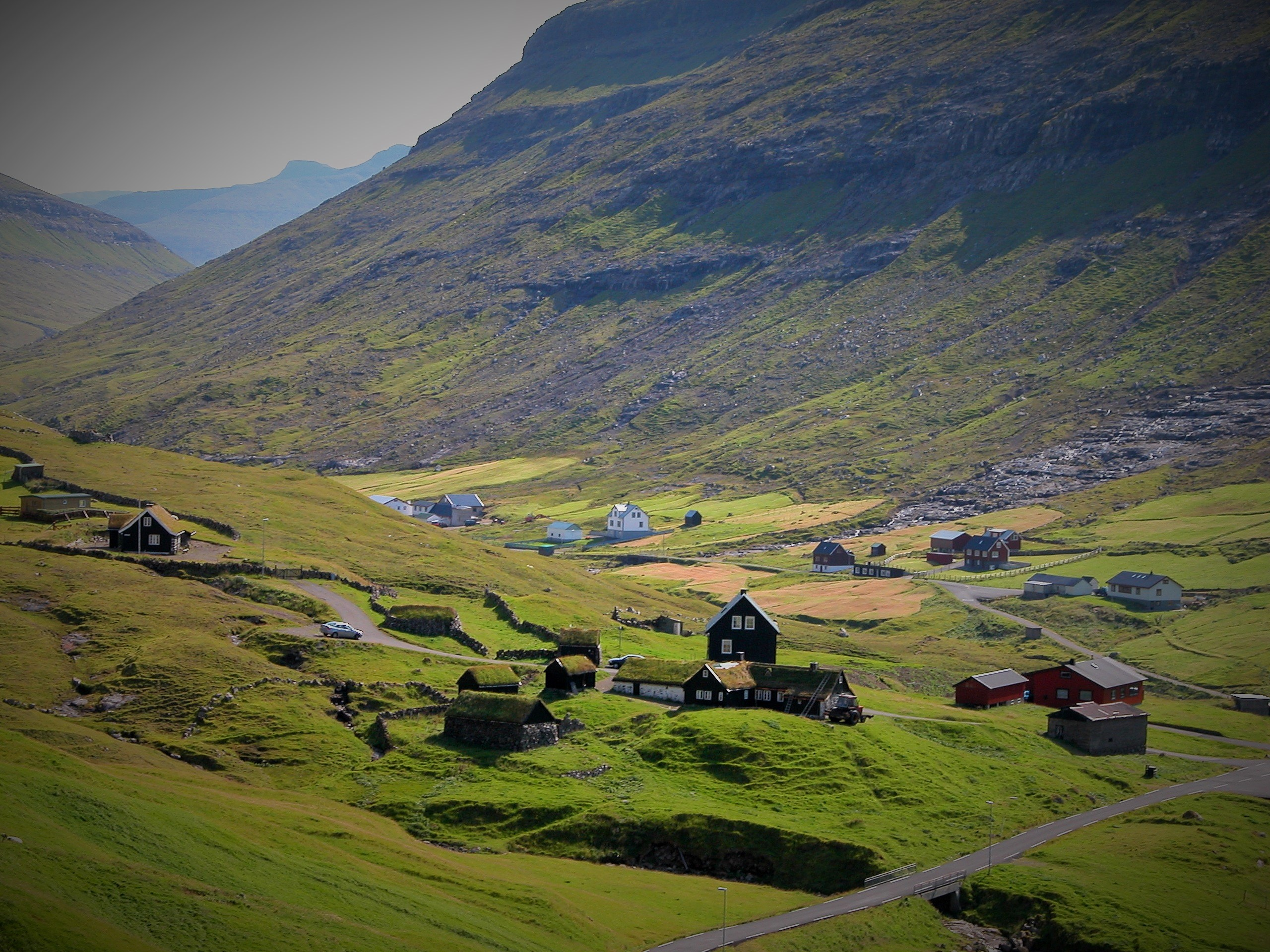
サクソン村

サクソン（フェロー語: Saksun）はデンマークのフェロー諸島、ストレイモイ島の北西にある村。 自治体は2005年1月1日にSunda自治体と合併した。 この村は両側を高い山で挟まれており、ストレイモイ島の北西海岸にある狭いフィヨルドの端にある。 2015年1月1日時点ではサクソン村には10人の住民がいた。

## 概要
ストレイモイ島の真ん中あたりにあるHvalvík村とStreymnes村から、サクソン村と海まで北西にまっすぐに伸びる谷「サクスナールダール」の中に村は位置している。村には家屋と4つの農場がある。この村はかつては肥沃だったサクスンダールの終わりに、両側に高い山がある狭いフィヨルドの谷間の底にある。 しかし1600年代後半に起きた激しい嵐がフィヨルド河口を砂で塞いだため、今日では村のふもとのフィヨルド内にラグーンがある。サクスナールダールの谷には、サクソン村の水源があり、Hvalvík村とStreymnes村にまで流れるStórá川に繋がっている。
サクソン村は多くのフェロー諸島の村で発生する密集した農場とは異なり、独立した農場が特徴である。17世紀から保存されていたドゥヴガルサル (Dúvugarðar) の建物は現在では博物館になっている。「ドゥヴガルサル」は典型的な古い農場の民家で、目的ごとに多くの建物が点在している。1721年頃、農場には次のリビングルームと建物があった。ガラスルーム、2つの煙室、ベッド、リビングルーム、2つのジャラ（乾燥した家）、2つのグロートス（石造りの家）、2つの納屋（馬小屋）およびボートハウス。 この農場の民家は、中世から1900年代初頭にかけて フェロー諸島で最も広まった典型的なフェロー風建築の美しい例である。
1858年まで、サクソン村の人々は教会に行きたいときには山を越えて近くのチャアヌヴィク村にまで行かなければならなかった。 1858年、チャアヌヴィク村の教会は取り壊され、サクソン村で再建された。 1858年6月20日に発足したサクソン村の新しい教会は、シンプルな木製の装飾が施された典型的なフェロー諸島の教会だった。現在残っているサクソン教会は古いチャアヌヴィク教会の完璧な複製ではない。当時のチャアヌヴィク教会の外壁は木材ではなく石でできており、内壁、支持梁、祭壇のみが、チャアヌヴィク教会と同じ特徴を有している。

## 歴史
サクソンという名前は北部の北欧古語「Sakshǫfn」に由来するものと考えられている。これは村の港を指しているとされる。 サクソンは1400年ごろに書面で最初に言及された。 村はフェロー諸島の入植地の1つであり、おそらくペストによって放棄された。 伝説では疫病をoverlevdedeと呼び、そしてサクソンのすべての土地の権利を主張した独身の女性を裁くVárting（人民議会）が開かれた。
1853年12月、教区司祭カール・ウィルヘルム・プリッツは、サクソン村のFærøsk kongsbonde（王室から相続した農民）から、サクソン村に教会を建てたいという依頼を受け、フレデリック7世に要請を送った。国王はこの提案を歓迎すると同時に、チャアヌヴィクに新しい教会を建設することを承認した。チャアヌヴィク村の教会は劣悪な状態だったが、建築部品を解体し、それらと家具をサクソン村に輸送することが決定された。サクソン村の教会は1858年に建てられた。
教会は、木と草の屋根のシンプルな装飾が施された典型的なフェロー諸島の教会のように見える。サクソン村の教会には、チャアヌヴィク教会の鐘、祭壇、その他のオブジェクトが置かれた。教会の外壁は石材だが、内壁のクラッディングと耐荷重構造は木でできており、この教会は、古い形式の教会の建物から建築材料としての石材の技術的な移行を示している。教会の塔とメインの入り口は、何年も前に砂州によって海から隔てられていたポラール湾の西にある。
- 1349年　ペストにより村は荒れ果てた。
- 1538年　サクソン村の教会が閉鎖された。
- 1778年　ネズミがサクソン村に侵入。
- 1828年　グラスゴーからの帆船の一種であるバークの「Broon」がサクソンのラグーンに漂流した。 船にはポメラニアの材木が満載されており、サクソン村のオークションで800本の大きな木製の梁が売られた。とりわけ、Hvalvík村の教会「フヴァルヴィカル・カーチャ」には、ここから新しい木材が提供された。 流木と残骸は、当時木がなかったフェロー諸島の重要な資源だった。
- 1858年　サクソン村はHaldarsvík村から分離され、独立した教区になった。チャアヌヴィク村の古い教会（チャアヌヴィク村は1937年に再び教会を建造した）はサクソン村に移転し、今日ではフェロー諸島で2番目に古い教会となった。
- 1957年　村に電気が供給された。教会が電気と熱を受け取ったのは1963年だった。
- 1996年　この年に公開されたデンマーク映画のバーバラにサクソン村が記録されている。
- 2015年　住民は1969年には34人だったが、現在では村には10人しか住んでいない。

## 観光
サクソン村は、広い砂浜、美しいロケーション、古い博物館の中庭、美しい古い教会がある人気の旅行先になっている。村の水源にもなっているSaksunarvatn湖は、フェロー諸島で最高のサーモンがいる湖として知られている。湖での釣りは、釣りの許可証がある場合にのみ許可されている。チャアヌヴィク村への道は、フェロー諸島で最も美しいといわれている。
干潮時には、約1時間のハイキングが可能。砂浜のフィヨルドの南側にある専用の石の道をたどって、大西洋まで3 kmほどある。歩行者は、砂浜のフィヨルドの左側にある専用の石の道をたどることで、海への長い道のりを運転する許可を求めることができる。保存された16世紀の建物のドゥヴガルサルは、今日では博物館になっている。博物館では、1820年代のフェロー諸島の農家の日常生活を紹介している。博物館は予約制。

## ギャラリー

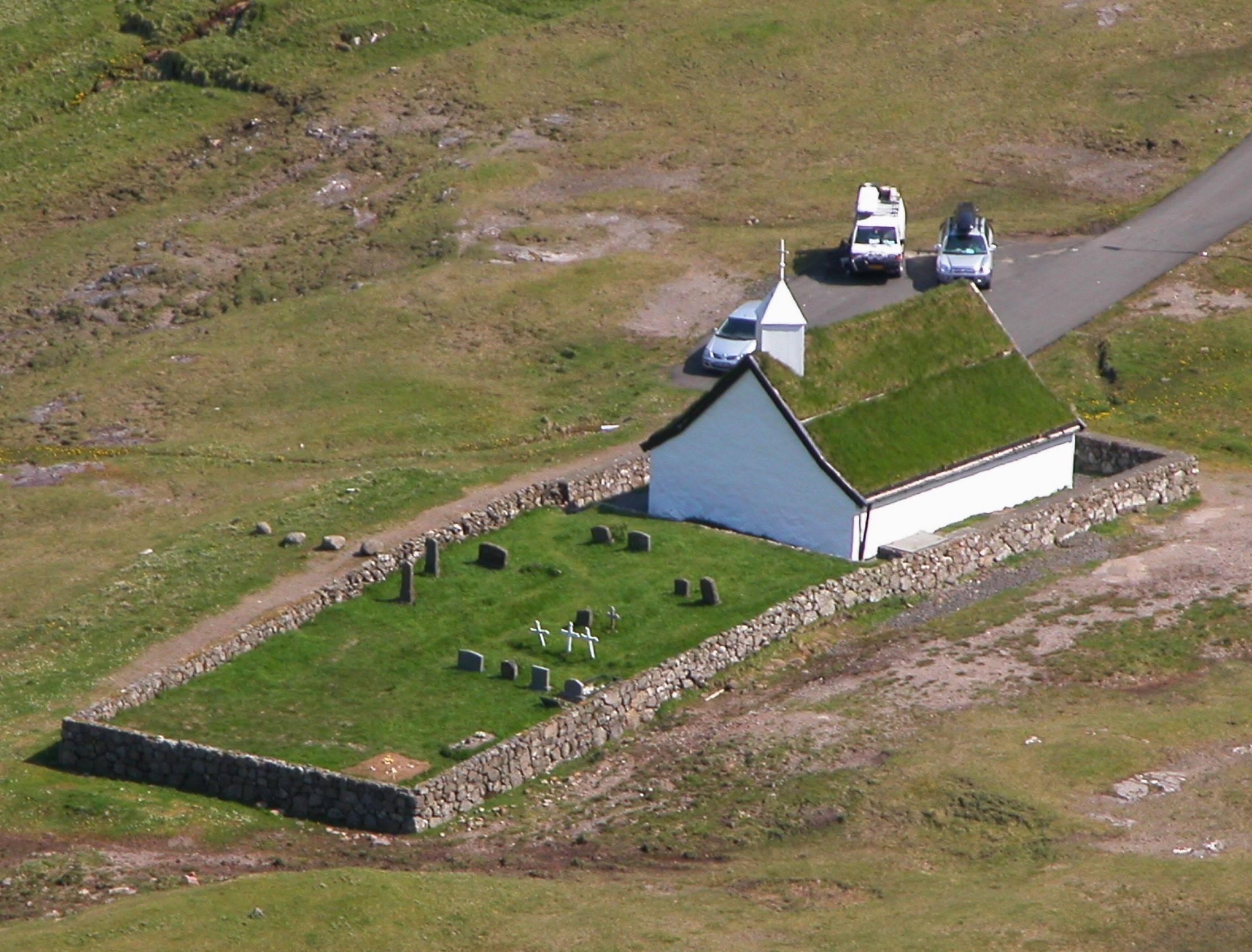
サクソン村の教会と墓地
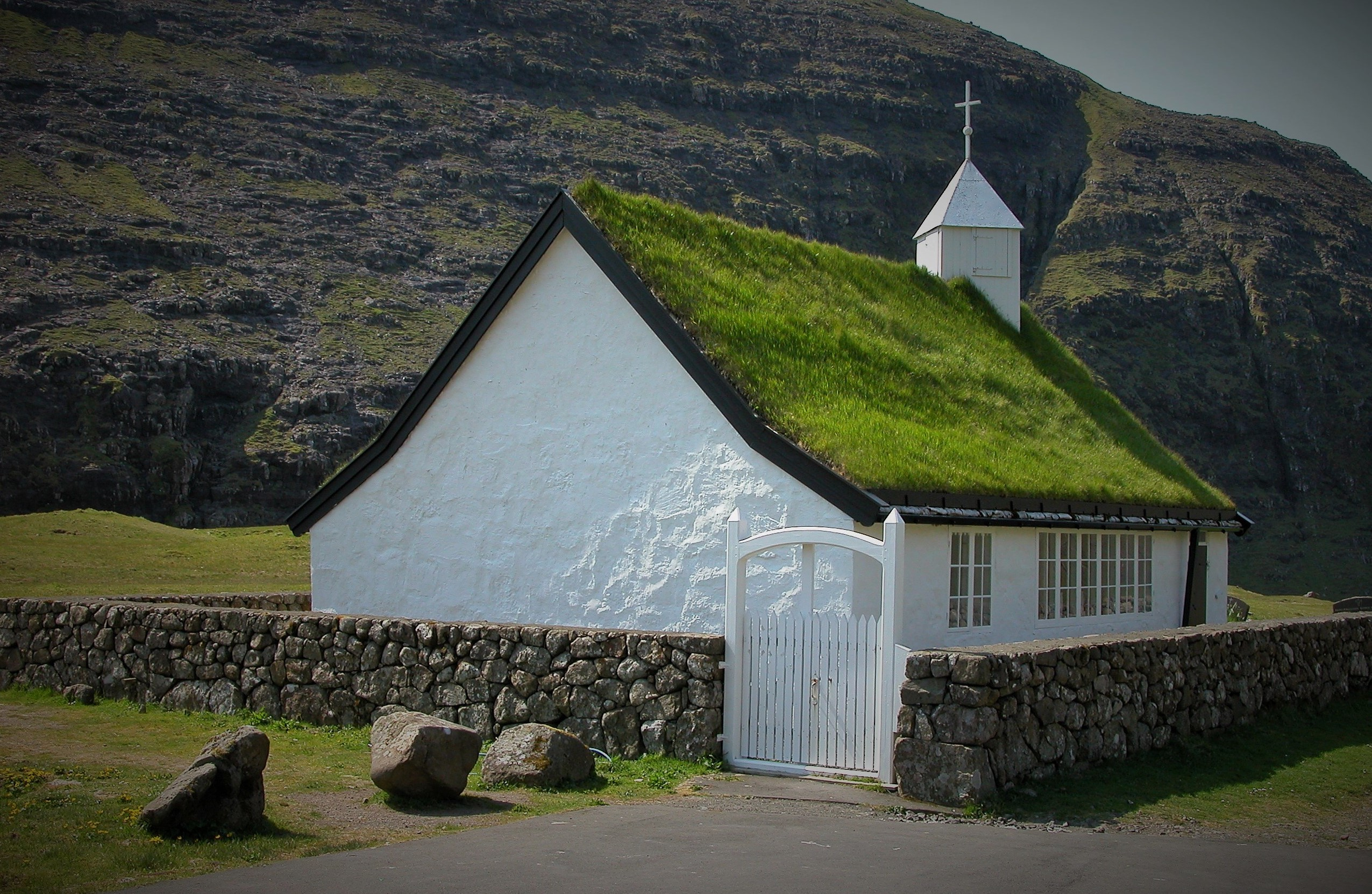
サクソン村の教会
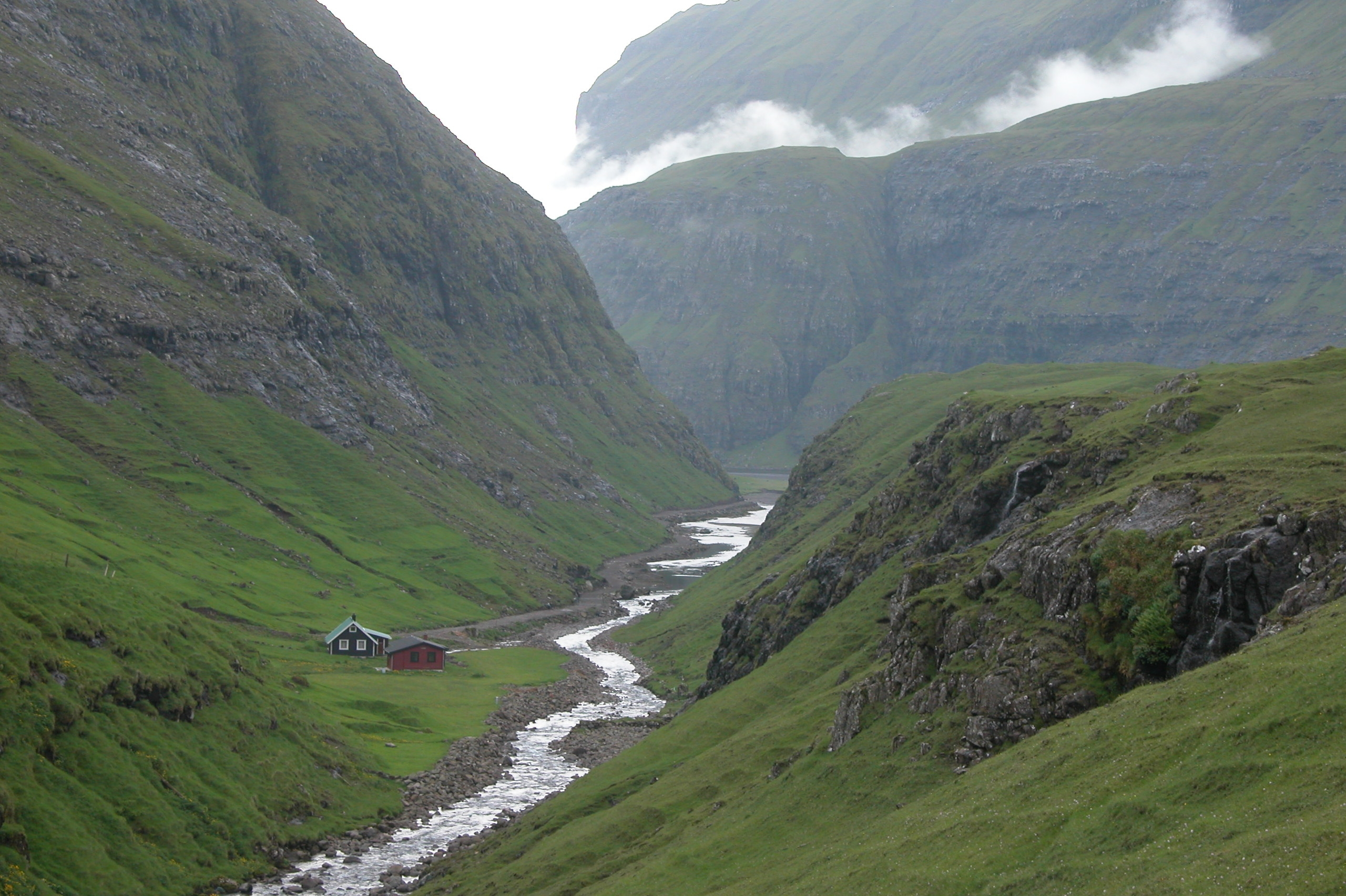
Saksunardalurの西部
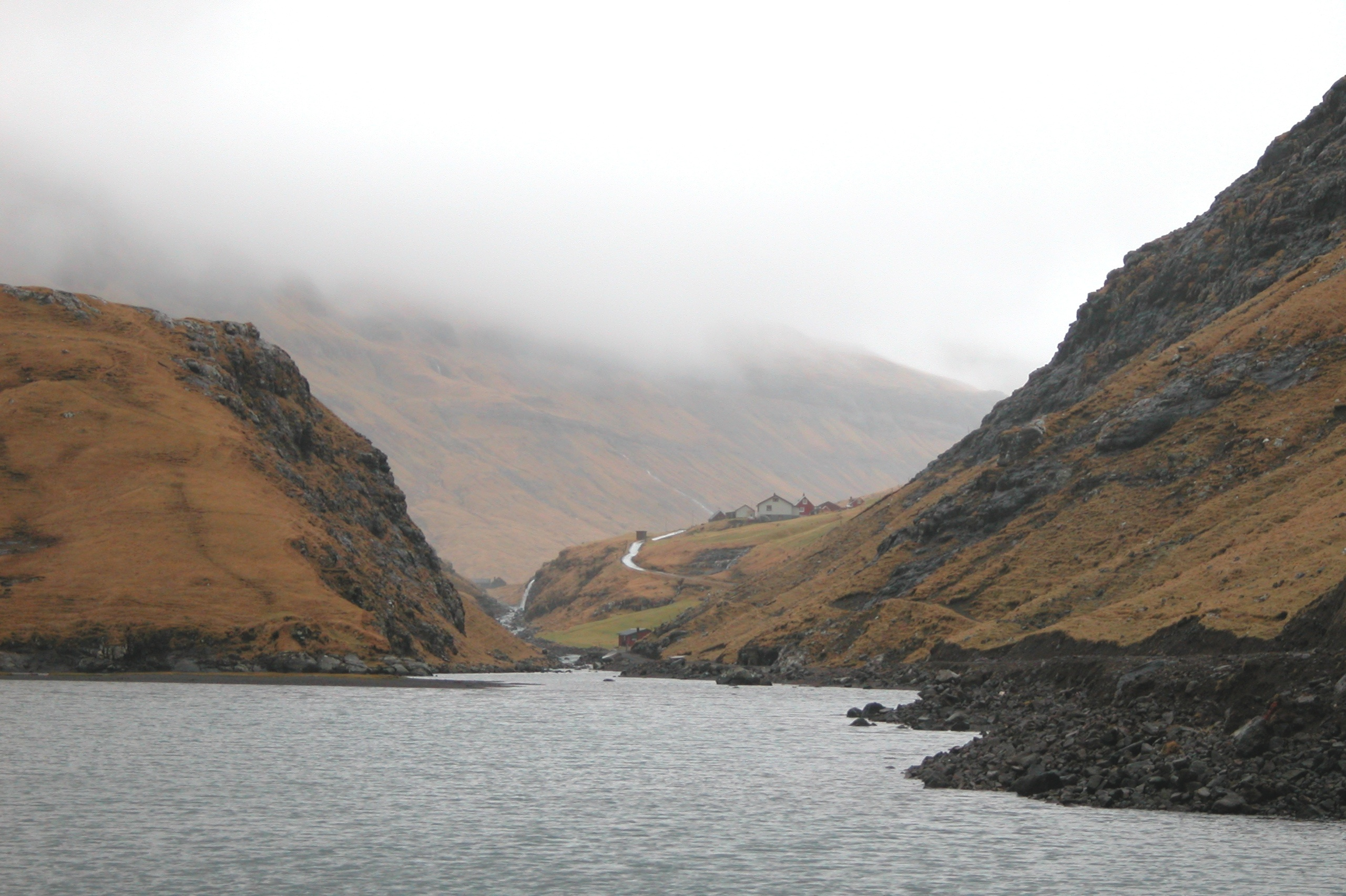
西から見たサクソン村
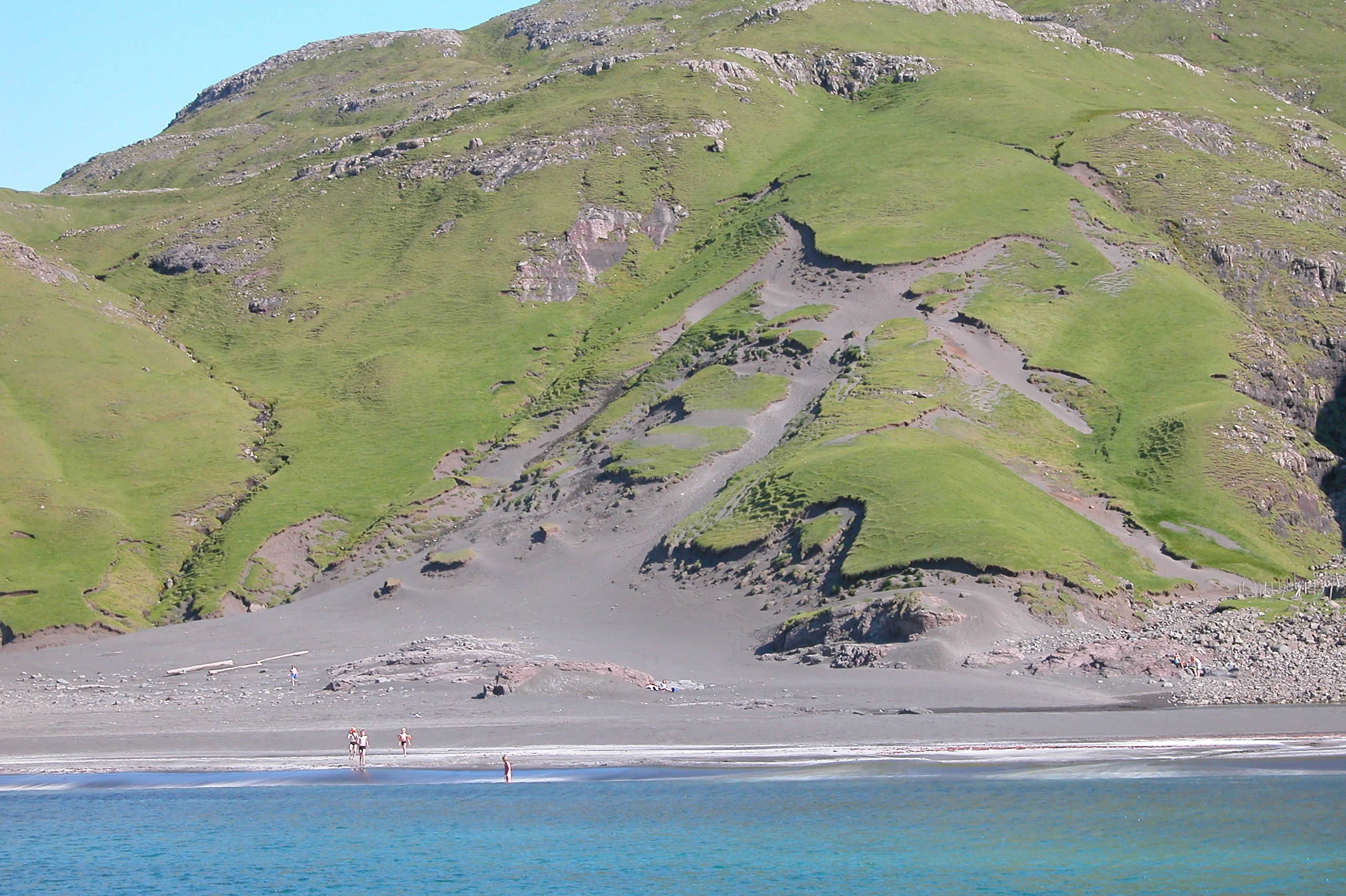
西海岸のビーチ
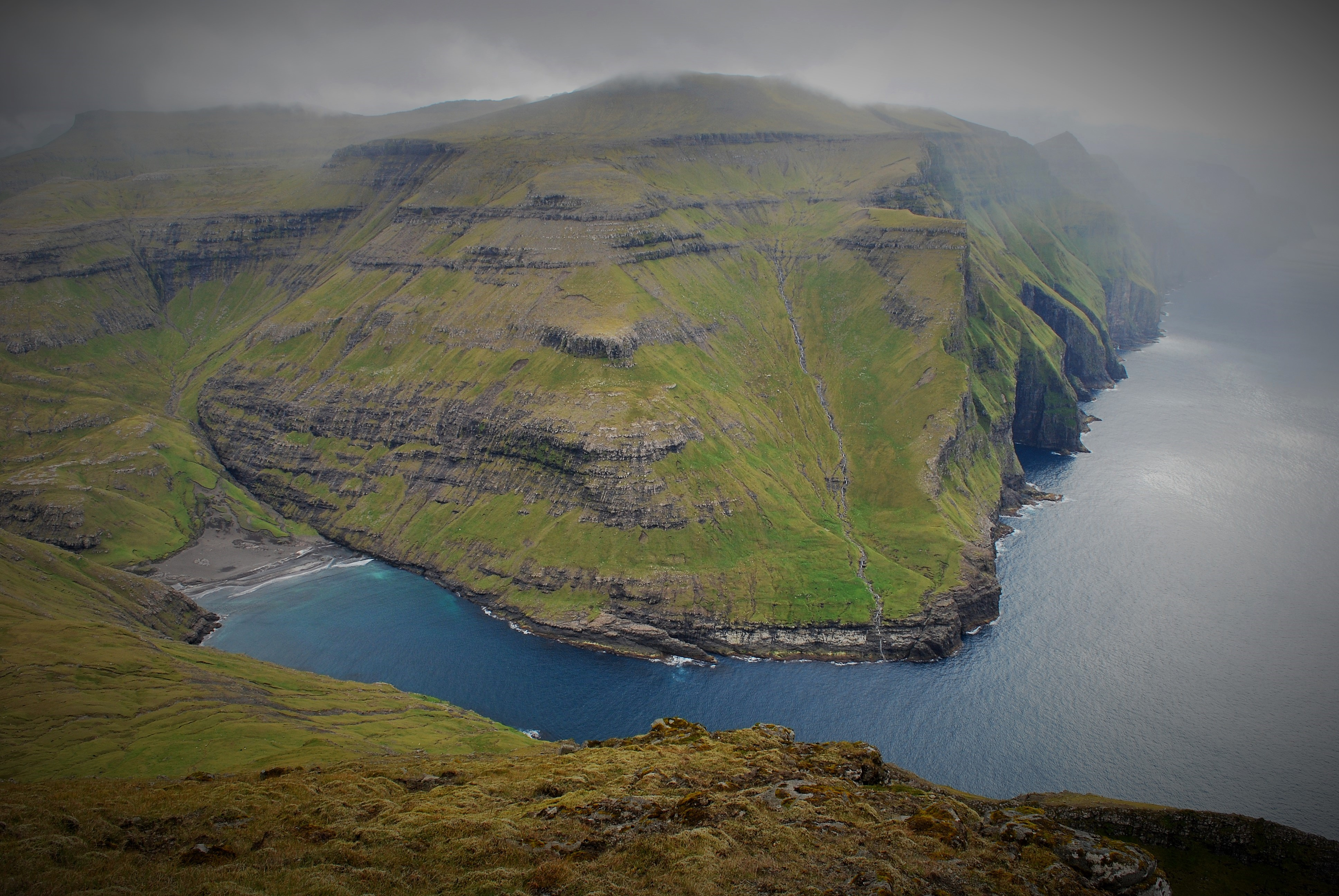
サクソン沖の西海岸